# Annie Finch
Annie Finch, née le 31 octobre 1956 à New Rochelle, est une poétesse et femme de lettres américaine. 
Le dictionnaire de biographie littéraire initié par Frederick G. Ruffner et réunissant les productions britanniques et américaines du XXe siècle, l'a défini comme « l'un des personnages centraux de la poésie américaine contemporaine » pour son rôle, en tant que poète, critique et porte-parole des nouvelles formes poétiques contemporaines. 

## Biographie
Originaire de l'État de New York, Annie Ridley Crane Finch est la fille de Margaret Rockwell Finch et de Henry L. Finch. Dans l'essai autobiographique Desks publié en 2005 dans l'ouvrage The Body of Poetry, elle affirme que la poésie de sa mère et la bibliothèque de son père emplie de livres portant sur la littérature, la philosophie et la religion ont influencé l'ensemble de son travail.  
Dans une interview pour l'American Poetry Review, Annie Finch évoque une seconde source d'influence majeure, un voyage de quinze mois en Europe et au Moyen-Orient réalisé à l'âge de six ans. La variété des sonorités et langues côtoyées lui permettent d'enrichir son propre langage poétique.  
Après une première année au Simon's Rock Early Collège, elle intègre l'université Yale et en sort diplômée d'un bachelor en langue anglaise en 1979. Elle y côtoie l'artiste Alix Bacon et la poétesse Eileen Myles. C'est également à cette période qu'elle rédige le long poème expérimental The Encyclopedia of Scotland édité en 1982.  
Elle poursuit sa formation par un master en écriture créative et théâtre poétique au sein de l'université de Houston, qu'elle obtient en 1986. Son directeur de thèse est la poétesse et dramaturge Ntozake Shange. En 1990, elle reçoit le prix Robert Fitzgerald pour sa contribution active à l'art de la versification.   
En 1991, elle entre comme doctorante en philosophie à l'université Stanford. Ses études de doctorat sont dirigées par la militante féministe Diane Middlebrook, et portent sur la théorie littéraire féministe, la poétique et les études culturelles. Ses recherches aboutissent à la publication de l'essai Dickinson et Meter Patriarcal : une théorie des codes métriques dans le journal PMLA, édité par l'association américaine de langue moderne.  
Elle épouse le défenseur de l'environnement Glen Brand à la Chapelle de Rothko, à Houston en 1985. Ils sont les parents de Julian Brand et Althea Finch-Brand.  

## Carrière professionnelle

### Carrière poétique

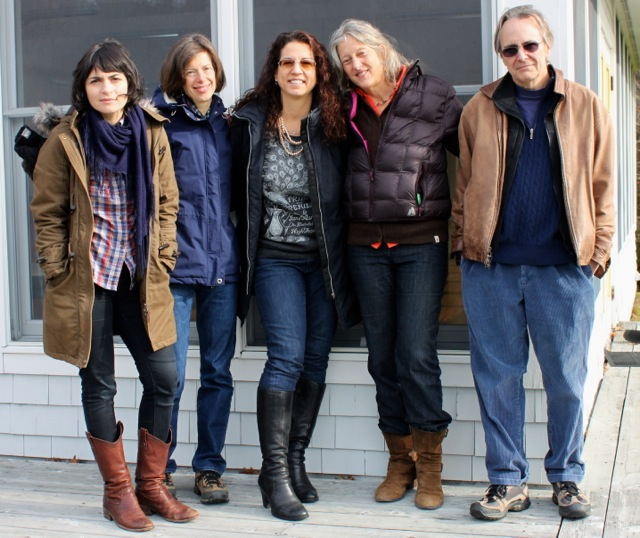
Sarah Braunstein, Susan Faludi, Kristen Ghodsee, Annie Finch et Pope Brock, lors d'une rencontre d'auteurs en 2013.

La poésie d'Annie Finch trouve son premier lectorat national en 1997, avec la publication de son premier recueil Eve chez Story Line Press. L'ouvrage est sélectionné parmi les finalistes des prix de la Série nationale de poésie et de la série Yale des jeunes poètes. C'est la forme des compositions qui attire l'attention des examinateurs et notamment son utilisation inattendue des contes traditionnels pour la création de mythes féministes, tel le poème incantatoire Shapehifting. Son troisième ouvrage Calendars publié chez Tupelo Press en 2003, est sélectionné au Poetry Book of the Year.
En 2006, sa traduction des textes de la poétesse française Louise Labé est publiée par l'université de Chicago. Complete Poetry and Prose – A Bilingual Edition est honoré par la Society for the Study of Early Modern Women, et les textes sont inclus dans la Norton Anthology of World Literature.
En 2010, Among the Goddesses : An Epic Libretto in Seven Dreams combine des éléments du livret d'opéra et du poème épique pour raconter une histoire d'avortement et de spiritualité centrée sur la place des déesses. Le recueil reçoit le prix Sarasvati pour la poésie, de l'Association pour l'étude des femmes et de la mythologie en 2012,.
L'ouvrage Spells : New and Selected Poems publié en 2013, comporte des extraits des livres précédents et des traductions. Il est également accompagné d'une cinquantaine de poèmes inédits, y compris une sélection de « poèmes perdus » expérimentaux rédigés à partir de la fin des années 1980. Le recueil organise chronologiquement quatre décennies de poésie d'Annie Finch. Il s'agit de la première anthologie de l'auteure. 
La prose d'Annie Finch se retrouve également réunie dans l'anthologie The Penguin Book of Twentieth Century American Poetry, initiée par Rita Dove en 2013. 

### Travail critique et enseignement
Une grande partie de la poésie d'Annie Finch se concentre sur le rôle de la répétition et du modèle. Dans l'essai The Body of Poetry: Essays on Women, Form, and the Poetic Self, elle relie l'utilisation du mètre poétique à la spiritualité. D'autres essais de la collection décrivent son propre processus créatif, discutent de la traduction et des traditions poétiques des femmes et défendent « la diversité métrique ». Pour l'auteure, la poésie formelle est plus polyvalente, efficace et éloquente lorsqu'elle englobe d'autres motifs métriques, en plus du pentamètre iambique.
Ses livres sur l'écriture de la poésie, tels que An Exaltation of Forms: Contemporary Poets Celebrate the Diversity of Their Art coédité avec Kathrine Varnes et A Poet's Craft: A Comprehensive Guide to Making and Sharing Your Poetry, qui comprend un guide pour écrire en mètre poétique, sont largement diffusés dans les programmes d'écriture universitaire. Les écrits critiques d'Annie Finch sur les traditions poétiques des femmes et notamment son article de 1987 sur la métaphore et la subjectivité dans la poésie de l'américaine Lydia Sigourney sont également influents. Elle est reconnue pour être l'une des premières à adopter une approche critique sérieuse de l'esthétisme poétique. 
Annie Finch a enseigné l'écriture créative en tant que membre du corps professoral du New College of California de San Francisco, du Collège St. Francis, ainsi qu'à l'université de Miami. Entre 2004 et 2013, elle est directrice du programme Stonecoast MFA à l'University of Southern Maine, située à Portland. 
En 1997, elle débute une liste de diffusion des femmes poètes, appelée WOM-PO, et coordonne la communauté jusqu'en 2004, avant de déléguer ce rôle à la poétesse Amy King. Elle intervient régulièrement lors de conférences dédiées à la poésie ainsi qu'à la spiritualité des femmes comme lors de the annual West Chester Poetry Conference ou de l'évènement Poetry by the Sea,. 

## Collaborations et performances
Un certain nombre de compositeurs ont mis en musique la poésie d'Annie Finch. Le livret d'opéra, Marina, basé sur la vie de la poétesse Marina Tsvetaeva, est adapté sur scène par l'American Opera Projects en 2003. La musique est confiée à Deborah Drattell et la mise en scène à Anne Bogart et Lauren Flanigan. En 2012, le projet théâtral et multimédia Finch Wolf Song est présenté chez Mayo Street Arts à Portland, dans le Maine.

## Spiritualité
Les thèmes et les images dans le travail d'Annie Finch sont inspirés par la spiritualité et ses liens avec la terre. Dans Eve, elle organise son travail autour d'une série de poèmes portant sur les dieux anciens, alors que dans Calendars, son cadre d'écriture repose davantage sur des vacances païennes. Au magazine Poemeleon, elle déclare :  « Ma propre poésie se dirige depuis longtemps dans une direction profondément émotive et souvent spirituelle. Certains de mes poèmes sont lyriques, certains narratifs, certains dramatiques et certains méditatifs, mais tous concernent le mystère de la réincarnation, que ce soit dans mes relations avec la nature, avec d'autres personnes, ou avec des problèmes spirituels plus directement. ».
En 2009, elle débute le blog American Witch sur lequel elle évoque sa spiritualité. Depuis 2013, Annie Finch publie de la poésie non fictionnelle autour de la spiritualité, des déesses et de la sorcellerie dans The Huffington Post, tels les textes Les sept meilleures choses à propos d'être un Wiccan ou Neuf déesses que chaque femme devrait connaître.

## Publications

### Recueils de poèmes
- Eve, Story Line Press, 66p, 1997,  (ISBN 1885266367)
- Calendars, Tupelo Press, 70p, 2003,  (ISBN 1932195009)
- The Encyclopedia of Scotland (Salt Modern Poets), Salt Publishing, 124p, 2004,  (ISBN 184471036X)
- Among the Goddesses: An Epic Libretto in Seven Dreams, Red Hen Press, 88p, 2010,  (ISBN 1597091618)
- Spells: New and Selected Poems, Wesleyan University Press, 236p, 2013,  (ISBN 0819572691)

### Travaux poétiques
- Ghost of Meter: Culture and Prosody in American Free Verse, University of Michigan Press, 192p, 1993,  (ISBN 0472104055)
- The Body of Poetry: Essays on Women, Form, and the Poetic Self, University of Michigan Press, 192p, 2005,  (ISBN 0472098950)
- A Poet’s Craft: A Comprehensive Guide to Making and Shaping Your Poems, University of Michigan Press, 736p, 2012,  (ISBN 0472033646)
- A Poet's Ear: A Handbook of Meter and Form, University of Michigan Press, 440p, 2013,  (ISBN 0472050664)

### Ouvrages collaboratifs
- A Formal Feeling Comes: Poems in Form by Contemporary Women, Annie Finch, Brownsville, Story Line Press, 332p, 1993,  (ISBN 0934257981)
- After New Formalism, Annie Finch, Story Line Press, 300p, 1999,  (ISBN 1885266685)
- Carolyn Kizer: Perspectives on Her Life & Work, Annie Finch, Johanna Keller, Candace McClelland, Cavankerry, 232p, 2000,  (ISBN 0967885655)
- An Exaltation of Forms: Contemporary Poets Celebrate the Diversity of Their Art, Annie Finch, Kathrine Lore Varnes, University of Michigan Press, 442p, 2002,  (ISBN 0472067257)
- Lofty Dogmas: Poets on Poetics, Deborah Brown, Annie Finch, Maxine Kumin, University of Arkansas Press, 456p, 2005,  (ISBN 1557287929)
- Multiformalisms: Postmodern Poetics of Form, Annie Finch, Susan M. Schultz, WordTech Communications, 540p, 2008,  (ISBN 1934999369)
- Villanelles, by Annie Finch, Marie-Elizabeth Mali, Everyman's Library, 256p, 2012,  (ISBN 0307957861)
- Measure for Measure: An Anthology of Poetic Meters, Annie Finch, Alexandra Oliver, Everyman's Library, 256p, 2015,  (ISBN 0375712488)

### Œuvres poétiques
- The Encyclopedia of Scotland: A Libretto, Caribou Press, 1982
- Catching the Mermother, Aralia Press, 1996
- Season Poems, Calliope Press, 2002
- Home Birth, Dos Madres Press, 2004
- Annie Finch's Greatest Hits: Poems 1975-2005, Pudding House, 2006
- Shadow-Bird: From the Lost Poems, Dusie Kollektiv/Ugly Duckling Presse, 2009
- The Voice Was the Sea, Voices From the American Land, 2013
- Goddess Poems, Poetry Witch Press, 2015

### Livrets d'opéra
- Marina. American Opera Projects, DR2 Theater, New York, 2003.
- Lily Among the Goddesses. Music by Deborah Drattell

### Traductions
- Complete Poetry and Prose – A Bilingual Edition, Louise Labé, Chicago, University of Chicago Press, traduction : Deborah Lesko Baker, Annie Finch, 296p, 2006,  (ISBN 0226467155)

## Distinctions
- 1990 : prix Robert Fitzgerald
- 1993 : Bourse Nicholas Roerich, Wesleyan Writers Conference
- 2005 : prix Alumni, University of Houston, Creative Writing Program
- 2008 : Bourse du Black Earth Institute
- 2012 : prix Sarasvati pour la poésie pour Among the Goddesses: An Epic Libretto in Seven Dreams